# ۷۴۶ (قمری)
۷۴۶ (قمری)، هفتصد و چهل و ششمین سال در گاهشماری هجری قمری است. اول محرم این سال برابر با دوازدهم مه سال ۱۳۴۵ میلادی است.

## رویدادها
- غزان سلطان خان، شاه خانات جغتای پس از جنگی که در دره زنگی با سردار خود امیر قزغن کرد، ابتدا به طرف قرشی گریخت و کمی بعد در همانجا به دست نیروهای امیر قزغن کشته شد.
- امیر قزغن پس از شکست دادن غازان خان، دانشمندجی را به عنوان شاه دست‌نشانده خود بر مسند نشاند.

## درگذشتگان
- غازان خان بن یساور